# Aldo Pereira de Andrade
Aldo Pereira de Andrade (Lages, 13 de outubro de 1929 – Blumenau, 20 de maio de 1986) foi um político brasileiro.

## Vida
Filho de Gumercindo Pereira de Andrade e de Galvina Pereira de Andrade.

## Carreira
Foi deputado à Assembleia Legislativa de Santa Catarina na 4ª legislatura (1959 — 1963), como suplente convocado, na 5ª legislatura (1963 — 1967), eleito pela União Democrática Nacional (UDN), na 6ª legislatura (1967 — 1971), na 7ª legislatura (1971 — 1975), na 8ª legislatura (1975 — 1979), na 9ª legislatura (1979 — 1983), eleito pela Aliança Renovadora Nacional (ARENA), e na 10ª legislatura (1983 — 1987), eleito pelo Partido Democrático Social (PDS).